# مابل سكوت
مابل سكوت (بالإنجليزية: Mabel Scott)‏ هي موسيقية أمريكية، ولدت في 30 أبريل 1915 في ريتشموند في الولايات المتحدة، وتوفيت في 19 يوليو 2000 في لوس أنجلوس في الولايات المتحدة.

## وصلات خارجية
- مابل سكوت على موقع IMDb (الإنجليزية)
- مابل سكوت على موقع ميوزك برينز (الإنجليزية)
- مابل سكوت على موقع أول ميوزيك (الإنجليزية)
- مابل سكوت على موقع ديسكوغز (الإنجليزية)
- مابل سكوت على موقع ديسكوغز (الإنجليزية)
- مابل سكوت على موقع قاعدة بيانات الفيلم (الإنجليزية)